# Акино, Дилан
Дилан Фабрисио Акино (исп. Dylan Fabricio Aquino; род. 4 июня 2005, Флоренсио-Варела, Буэнос-Айрес) — аргентинский футболист, вингер клуба «Ланус».

## Клубная карьера
Акино — воспитанник клуба «Ланус». 17 июня 2023 года в матче против «Унион Санта-Фе» он дебютировал в аргентинской Примере. 7 декабря 2024 года в поединке против «Институто» Дилан забил свой первый гол за «Ланус».